# Zadní Chodov
Zadní Chodov (niem. Hinter Kotten, Hinterkotten)  – gmina w Czechach, w powiecie Tachov, w kraju pilzneńskim. Według danych z dnia 1 stycznia 2013 liczyła 282 mieszkańców.